# Piaski (Grudziądz)

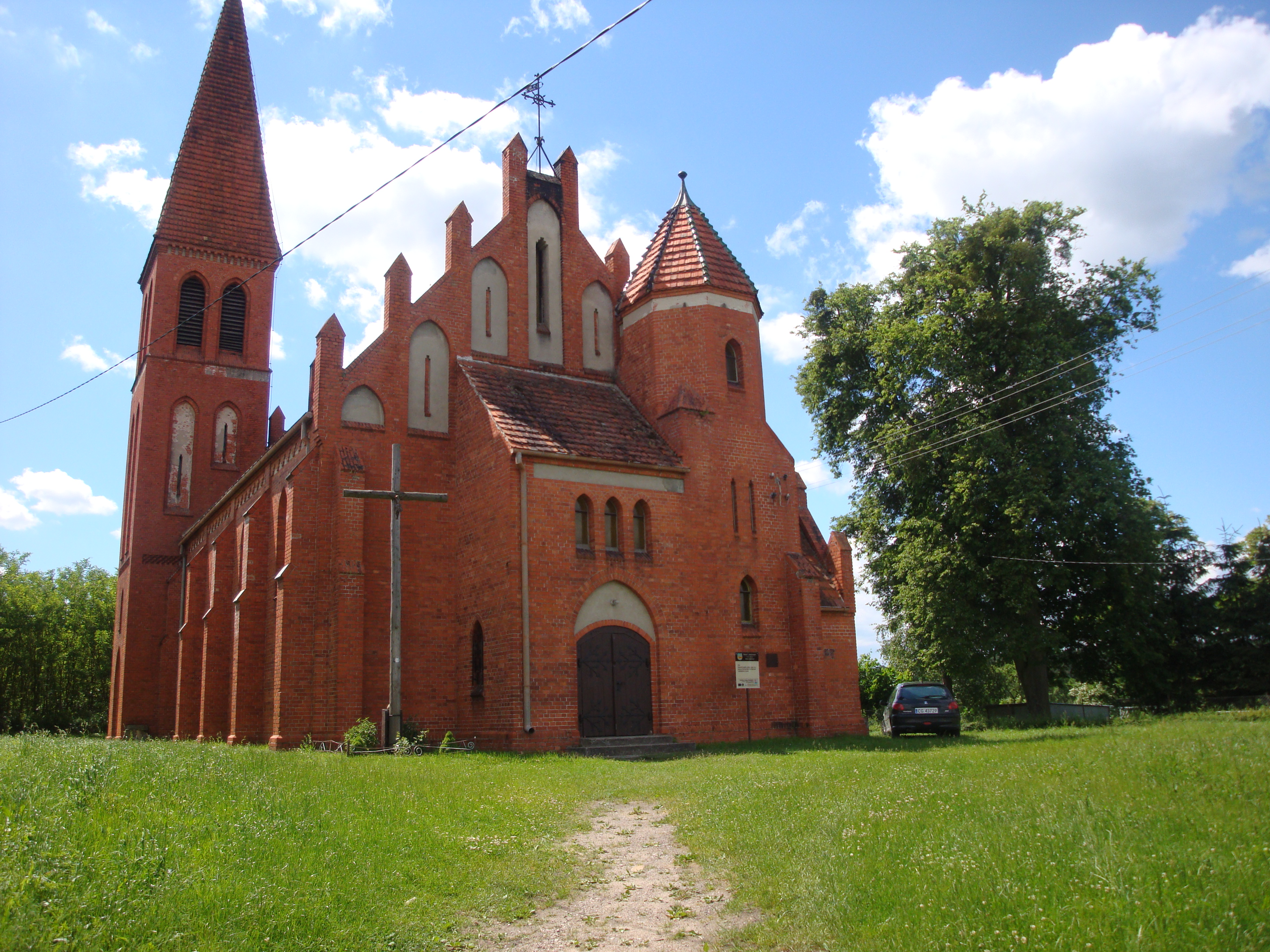
Kirche

Piaski (deutsch 1783–1919, 1939–1942 Piasken; 1942–1944 Sandfelde) ist ein Ort und Sitz eines Schulzenamtes in der Landgemeinde Grudziądz in der Woiwodschaft Kujawien-Pommern in Polen. 2011 lebten hier 416 Einwohner.
Der Ort liegt 7 Kilometer westlich von Grudziądz (Graudenz).

## Geschichte
Der Ort Piasken wurde bald nach der Neueingliederung des Gebietes zum Königreich Preußen von 1773 gegründet. Er lag im Amtsbezirk Tursnitz im Kreis Graudenz in der Provinz Westpreußen und wurde 1783 mit vier Feuerstellen (Wohnstätten) erstmals genannt.
1868 gab es eine Schule, 1900 wurde eine Kirche gebaut.
1919 kam der Ort zu Polen und hieß Piaski.

### Kirchliche Zugehörigkeiten
Evangelische Gemeinde
Die evangelische Gemeindemitglieder gehörten anfangs zur Kirchengemeinde Graudenz. 1893 wurde eine eigene Gemeinde mit dem Ort Rudnick gebildet. 1900 wurde eine Kirche fertiggestellt.
Auch nach dem Übergang des Gebietes zu Polen 1919 blieb die Kirchengemeinde in der Unierten Evangelischen Kirche in Polen bestehen.
1944 wurde die Kirche beschädigt. Die Gemeinde wurde danach aufgelöst, viele deutsche Einwohner siedelten nach Deutschland um.
Katholische Gemeinde
Die katholischen Christen gehörten zur Kirchengemeinde in Blandau.
Nach 1945 wurden sie nach Turznice (Tursnitz) eingepfarrt. 1961 wurde die Kirche wieder instand gesetzt und bildet seitdem eine eigene Gemeinde.

## Sehenswürdigkeiten
- Kirche, 1900 gebaut, neogotischer Backsteinbau